# Bat Cave (Carolina del Norte)
Bat Cave es un área no incorporada ubicada del condado de Henderson en el estado estadounidense de Carolina del Norte. 
La comunidad recibió el nombre de la Montaña Bat Cave, que a su vez recibió el nombre de una cueva al pie de la montaña que está habitada por una multitud de murciélagos.
Bat Cave está más o menos a 25 minutos al este de Asheville en la Blue Ridge Mountains por medio de carreteras estatales que atraviesan las montañas.
Bat Cave tiene los servicios de un departamento de voluntarios, para todos los incendios.
Bat Cave tiene un papel de la comunidad bimensual llamado "The Biz Bat"

## Geografía
Bat Cave se encuentra ubicado en las coordenadas 35°27′05″N 82°17′13″O / 35.45139, -82.28694.